# Différenciation planétaire
« Corps différencié » redirige ici. Ne pas confondre avec Corps différentiel.
La différenciation (parfois précisée différenciation planétaire) est le processus par lequel l'intérieur d'un objet céleste massif devient organisé en couches de différentes densités. On dit que c'est un corps différencié.

Les couches de la Terre, un corps planétaire différencié.

Les planètes, les planètes naines, les plus gros satellites et les plus gros astéroïdes sont différenciés. Les comètes, les plus petits satellites et les plus petits astéroïdes ne le sont pas. Il est probable que des satellites et astéroïdes de taille intermédiaire soient différenciés partiellement (avec un intérieur différencié entouré d'une couche crustale non différenciée). Un début de différenciation du corps parent d'une chondrite carbonée a été mis en évidence dans El Djouf 001, une chondrite de type CR2.

## Origine
La différenciation résulte du réchauffement interne de la planète, soit durant sa formation, soit par l'évacuation subséquente de chaleur due à la radioactivité naturelle de certains éléments. Quand l'intérieur du corps devient partiellement fondu, les matériaux les plus denses ont tendance à s'enfoncer vers le centre alors que les matériaux moins denses migrent vers la surface. Cela aboutit généralement à la constitution d'un noyau, entouré d'un manteau et parfois d'une croûte. Cette structure sera préservée durant le refroidissement graduel du corps céleste considéré.
Pour qu'un objet rocheux puisse se différencier, l'intérieur doit être chauffé à une température d'au moins 1 300 K (1 027 °C). Par contre, un objet composé en grande partie de glace d'eau se différenciera dès que sa température avoisinera le point de fusion de l'eau. Ceci explique que seuls les objets de très petite taille peuvent avoir totalement échappé à la différenciation.